# Marie-Mae van Zuilen
Pour les articles homonymes, voir Zuilen.
Marie-Mae van Zuilen, née le 8 août 1998 à Lexmond, est une actrice néerlandaise.

## Biographie

### Enfance et formation
Elle est née le 8 août 1998 à Lexmond,.

## Filmographie

### Cinéma et téléfilms
- 2015 : De Reünie (nl) : Sabine, jeune[3]
- 2015 : Rundfunk : Slanke Roslin[4]
- 2016 : Horizon : Desiree[4]
- 2016 : Rundfunk : Slanke Roslin[4]
- 2016 : Quand les digues se brisent (nl) : Britt Wienesse[4]
- 2017 : Femme : Roos[4]
- 2017 : Gek van Geluk (nl) : Maud[3]
- 2017-2024 : Klem (nl) : Laura Warmond[3]
- 2019 : Instinct (2019) (nl) : Marieke[3]
- 2023 : Klem (film) (nl) : Laura Warmond[5]